# La Tebaida (kommun)
La Tebaida är en kommun i Colombia.   Den ligger i departementet Quindío, i den centrala delen av landet, 190 km väster om huvudstaden Bogotá. Antalet invånare är 33 504. Arean är 89 kvadratkilometer.
Terrängen i La Tebaida är platt åt sydost, men åt nordväst är den kuperad.